# بين هاربر
بين هاربر (بالإنجليزية: Ben Harper)‏ هو شخصية أعمال وسياسي أمريكي، ولد في 1817، وتوفي في 1887. حزبياً، نشط في الحزب الجمهوري.